# Robert Neary
Robert Neary, eigentlich Robert Joseph Schenk, (* 8. März 1965 in Long Island, New York) ist ein US-amerikanischer Schauspieler. Er trat bisher vor allem als Gastdarsteller in populären Fernsehserien auf. 2016 spielte er eine kleine Nebenrolle in Roland Emmerichs Independence Day: Wiederkehr.

## Filmografie (Auswahl)
- 1987: Fame – Der Weg zum Ruhm (Fame, Fernsehserie, Episode: 6x12)
- 1987: Teenwolf II (Teen Wolf Too)
- 1988: Das Kuckucksei (Torch Song Trilogy)
- 1989: Der Denver-Clan (Dynasty, Fernsehserie, Episode: 9x13)
- 1991: California High School (Saved by the Bell, Fernsehserie, Episode: 3x26)
- 1991–2015: General Hospital (Fernsehserie, 39 Episoden)
- 1996: Charlie Grace (Fernsehserie, Episode: 1x07)
- 1998: Martial Law – Der Karate-Cop (Martial Law, Fernsehserie, Episode: 1x04)
- 2000: JAG – Im Auftrag der Ehre (JAG, Fernsehserie, Episode: 5x20)
- 2007: Day Break (Fernsehserie, Episode: 1x09)
- 2008: Numbers – Die Logik des Verbrechens (NUMB3RS, Fernsehserie, Episode: 5x08)
- 2010: FlashForward (Fernsehserie, 2 Episoden)
- 2010: The Closer (Fernsehserie, Episode: 6x02)
- 2010: Sons of Anarchy (Fernsehserie, Episode: 3x08)
- 2011: CSI: NY (Fernsehserie, Episode: 7x17)
- 2011: Law & Order: LA (Fernsehserie, Episode: 1x11)
- 2011: Rizzoli & Isles (Fernsehserie, Episode: 2x09)
- 2013: Last Curtain Call
- 2013: Revolution (Fernsehserie, Episode: 1x17)
- 2014: Hot in Cleveland (Fernsehserie, Episode: 6x07)
- 2015: The Fosters (Fernsehserie, 3 Episoden)
- 2015: Justified (Fernsehserie, 3 Episoden)
- 2015: Navy CIS (Fernsehserie, Episode: 13x05)
- 2015: Grey’s Anatomy (Fernsehserie, 2 Episoden)
- 2015: Criminal Minds (Fernsehserie, 2 Episoden)
- 2016: Independence Day: Wiederkehr (Independence Day: Resurgence)
- 2018: Blue Bloods – Crime Scene New York (Blue Bloods, Fernsehserie, Episode 8x16)
- 2018: Marvel’s Luke Cage (Fernsehserie, Episode 2x05)
- 2018: Navy CIS: New Orleans (Fernsehserie, Episode 5x08)
- 2019: Elementary (Fernsehserie, Episode 7x13)
- 2020: FBI: Most Wanted (Fernsehserie, Episode 1x11)

## Weblink
- Robert Neary bei IMDb

| Personendaten    | Personendaten                           |
| ---------------- | --------------------------------------- |
| NAME             | Neary, Robert                           |
| ALTERNATIVNAMEN  | Schenk, Robert Joseph (wirklicher Name) |
| KURZBESCHREIBUNG | US-amerikanischer Schauspieler          |
| GEBURTSDATUM     | 8. März 1965                            |
| GEBURTSORT       | Long Island, New York                   |